# Isabelle Caillat

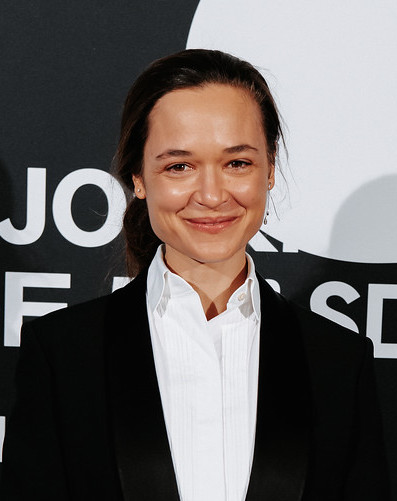
Isabelle Caillat

Isabelle Caillat (* 1978 in New York) ist eine Schweizer Schauspielerin.

## Leben
Die Tochter eines Schweizer Vaters und einer haitianischen Mutter wuchs in Genf auf, wo sie bei Claude Delon auch ihren ersten Schauspielunterricht nahm. 2001 zog sie nach New York und absolvierte dort zwei Jahre später eine Schauspielausbildung an der Stella Adler Studio of Acting. Nach dem Abschluss besuchte sie die Webber Douglas Academy of Dramatic Art in London sowie die Cours Simon in Paris. Anschliessend spielte sie in diversen Theaterstücken und Kurzfilmen mit. 2005 zog sie zurück nach Genf; seitdem spielte sie in mehreren Filmen im In- und Ausland mit.
Für ihre Rolle in dem Film All That Remains erhielt sie 2011 den Schweizer Filmpreis in der Kategorie „Beste Darstellerin“.

## Filmographie
- 2002: Silk, Kurzfilm
- 2005: The Dog Burglar
- 2007: 961
- 2007: Ein Tag
- 2009: Plus là pur personne
- 2009: Ein Hoch aufs Leben! (Fernsehserie)
- 2009: Verso
- 2010: 10 (Fernsehserie)
- 2010: All That Remains
- 2011: Le début de la fin
- 2012: Pixeliose, Kurzfilm
- 2012: The Millennium Problem
- 2012: Le nez dans le ruisseau
- 2013: La Retour (Kurzfilm)
- 2013: Cyanure
- 2013: Trained (Kurzfilm)
- 2016: Liebe bis in die Nacht (Le temps d’Anna, Fernsehfilm)
- 2016: Anomalia (Fernsehserie, 8 Episoden)
- 2017: M
- 2019: Helvetica (Fernsehserie, 2 Episoden)
- 2019: Balthazar (Fernsehserie, eine Episode)
- 2020: Schwesterlein
- 2021: Sacha (Miniserie, 6 Folgen)
- 2024: Auf hoher See (En haute mer, Fernsehvierteiler)